# Battaglia di Unison
La battaglia di Unison (detta anche battaglia di Union) è stata un episodio della guerra di secessione americana, combattuta nella Contea di Loudoun (Virginia) tra le forze confederate guidate da "Jeb" Stuart e alcune unità dell'Armata del Potomac di George B. McClellan.

## Contesto
A seguito della sconfitta nella battaglia di Antietam, l'Armata Confederata della Virginia Settentrionale del generale Robert E. Lee si ritirò dal Maryland verso la Virginia, attraverso la Valle dello Shenandoah, inseguita dalle forze nordiste di McClellan.
Stuart venne incaricato di impegnare il nemico ritardandone l'avanzata al fine di proteggere la ritirata di Lee e impegnò dunque i nordisti in una serie di schermaglie.